# Léo Detemple
Léo Detemple (auch Léo DeTemple, * um 1910; † nach 1943) war ein französischer Jazzpianist und Arrangeur der Swingära.
Detemple spielte 1933 in Amsterdam bei Jack de Vries’ Internationals (u. a. mit Eddie Brunner), für den er auch arrangierte („All of a Sudden“). 1935 gehörte er dem Orchester von André Ekyan an, mit dem ebenfalls Aufnahmen entstanden („St. Louis Blues“); außerdem spielte er in der Band von Alix Combelle, die ein Engagement im Pariser Jeunesse Club hatte, und war Mitglied eines Swing-Quartetts des Gitarristen und Akkordeonisten Charley Bazin, mit Marcel Bianchi (Gitarre) und Bob Bermoser (Schlagzeug und Geige). In den frühen 1940er-Jahren fungierte er als Orchesterleiter im L'Amiral und Elysees Club.